# Mejni prehod za mednarodni promet Gornja Radgona
Mednarodni mejni prehod Gornja Radgona je bil do 20.12.2007 mednarodni mejni prehod med Republiko Slovenijo in Republiko Avstrijo in se je nahajal v odcepu ceste med Mariborom in Mursko Soboto.
Mejni prehod se je nahajal v samem mestu Gornja Radgona tik pred mostom čez Muro. S sosednjo, avstrijsko Radgono, je bila Slovenija povezana z mostom preko reke Mure, po kateri poteka državna meja.
Leta 1991, med slovensko osamosvojitveno vojno, je bil mejni prehod prizorišče večjega spopada.
Z vstopom Slovenije v Schengenski prostor dne 20.12.2007 je bil mejni prehod opuščen, dokončno porušen pa v letu 2009.